# Estació de Wimille-Wimereux
L'estació de Wimille-Wimereux és una estació ferroviària que serveix els municipis francesos de Wimille i Wimereux (al departament del Pas de Calais).
És servida pels trens del TER Nord-Pas-de-Calais i el TER Picardie (de Boulogne-Ville a Lille-Flandres i de Calais-Ville a Amiens).
| Provinença     | Estació anterior      | Línia                  | Estació següent       | Destinació                        |
| -------------- | --------------------- | ---------------------- | --------------------- | --------------------------------- |
| Calais-Ville   | Marquise-Rinxent      | TER Nord-Pas-de-Calais | Boulogne-Tintelleries | Amiens                            |
| Boulogne-Ville | Boulogne-Tintelleries | TER Nord-Pas-de-Calais | Marquise-Rinxent      | Lille-Flandres (via Calais-Ville) |